# North Bergen
North Bergen ist ein Township im Hudson County, New Jersey, USA. Das U.S. Census Bureau hat bei der Volkszählung 2020 eine Einwohnerzahl von 63.361 ermittelt.

## Geographie
Nach den Angaben des United States Census Bureaus hat die Stadt eine Gesamtfläche von 14,6 km2, wovon 13,5 km2 Land und 1,1 km2 (7,47 %) Wasser ist.

## Demographie
Nach der Volkszählung von 2000 gibt es 58.092 Menschen, 21.236 Haushalte und 14.249 Familien in der Stadt. Die Bevölkerungsdichte beträgt 4.313,4 Einwohner pro km2. 67,36 % der Bevölkerung sind Weiße, 2,72 % Afroamerikaner, 0,40 % amerikanische Ureinwohner, 6,47 % Asiaten, 0,05 % pazifische Insulaner, 15,53 % anderer Herkunft und 7,47 % Mischlinge. 57,25 % sind Latinos unterschiedlicher Abstammung.
Von den 21.236 Haushalten haben 32,0 % Kinder unter 18 Jahre. 47,4 % davon sind verheiratete, zusammenlebende Paare, 14,2 % sind alleinerziehende Mütter, 32,9 % sind keine Familien, 27,7 % bestehen aus Singlehaushalten und in 11,2 % Menschen sind älter als 65. Die Durchschnittshaushaltsgröße beträgt 2,70, die Durchschnittsfamiliengröße 3,33.
22,7 % der Bevölkerung sind unter 18 Jahre alt, 9,0 % zwischen 18 und 24, 33,1 % zwischen 25 und 44, 21,4 % zwischen 45 und 64, 13,8 % älter als 65. Das Durchschnittsalter beträgt 36 Jahre. Das Verhältnis Frauen zu Männer beträgt 100:91,5, für Menschen älter als 18 Jahre beträgt das Verhältnis 100:87,7.
Das jährliche Durchschnittseinkommen der Haushalte beträgt 40.844 USD, das Durchschnittseinkommen der Familien 46.172 USD. Männer haben ein Durchschnittseinkommen von 35.626 USD, Frauen 29.067 USD. Das Prokopfeinkommen der Stadt beträgt 20.058 USD. 11,1 % der Bevölkerung und 9,6 % der Familien leben unterhalb der Armutsgrenze, davon sind 14,0 % Kinder oder Jugendliche jünger als 18 Jahre und 14,5 % der Menschen sind älter als 65.

## Persönlichkeiten

### Söhne und Töchter der Stadt
- Joe Jeanette (1879–1958), Boxer im Schwergewicht
- James L. Brooks (* 1940), Drehbuchautor, Filmproduzent, Filmregisseur und Schauspieler
- 070 Shake (* 1997), US-amerikanische Rapperin

### Bekannte Einwohner der Stadt
- John Scarne (1903–1985), Experte für Glücksspiele und Falschspiel und Kartenkünstler
- Jim Braddock (1905–1974), Boxweltmeister im Schwergewicht 1935–1937
- Sally Grosshut (1906–1969), deutscher Jurist und Schriftsteller
- Dan Kurzman (1922–2010), Journalist
- Richard S. Castellano (1933–1988), italoamerikanischer Schauspieler
- Anthony DeFino (1936–1996), von 1971 bis 1995 Bürgermeister von West New York, New Jersey
- John O. Brennan (* 1955), Regierungsbeamter; wuchs in North Bergen auf